# Liste des stations de radio en Arménie
Cet article présente la liste des radios en Arménie.

## Radios nationales

### Radios publiques
- La Radio publique d'Arménie (ARM Radio, en arménien : Հայաստանի հանրային ռադիո, en anglais : Public Radio of Armenia) est le réseau de stations de radio public national de l'Arménie :
  - Hayastani Azgain Radio 1 : depuis [Quand ?]
  - Hayastani Azgain Radio 2

### Radios publiques étrangères
- BBC World Service
- Radio France internationale
- RTR Planeta

### Radios privées
- Ar Radio Intercontinental : depuis 1995
- Evropa Plus : depuis 1990
- Avtoradio
- Radio Hay
- City FM
- Radio Impuls
- Radio Shirak

## Autres radios
- Voix de l'Arménie